# قناة شدى
قناة شدى هي قناة مغربية منوعة، تهتم بعرض المحتوى الموسيقي والفني وترفيهي. وتعرض مقاطع الفيديو الموسيقية والأغاني من روتانا.